# Leroy Colquhoun
Leroy Colquhoun (né le 1er mars 1980) est un athlète jamaïcain spécialiste du 400 mètres et du 400 mètres haies. 

## Biographie

### Palmarès
| Date | Compétition                                      | Lieu       | Résultat | Performance |               |
| ---- | ------------------------------------------------ | ---------- | -------- | ----------- | ------------- |
| 1998 | Championnats du monde juniors                    | Annecy     | 3e       | 4 × 400 m   | 3 min 05 s 31 |
| 2003 | Championnats du monde en salle                   | Birmingham | 1er      | 4 × 400 m   | 3 min 04 s 21 |
| 2004 | Championnats du monde en salle                   | Budapest   | 1er      | 4 × 400 m   | 3 min 05 s 21 |
| 2005 | Championnats d'Amérique centrale et des Caraïbes | Nassau     | 3e       | 400 m haies | 49 s 23       |

### Records
| Épreuve               | Performance | Lieu         | Date         |
| --------------------- | ----------- | ------------ | ------------ |
| 400 mètres (en salle) | 46 s 16     | Fayetteville | 11 mars 2000 |
| 400 mètres haies      | 48 s 79     | Kingston     | 25 juin 2005 |